# Pythiske lege
De pythiske lege (eller Delfi-legene) var et af de fire antikke græske sportsarrangementer. De blev afholdt i Delfi hvert 4. år, og er – sammen med antikkens olympiske lege i Olympia – blandt forløberne til de moderne olympiske lege, der også afholdes hvert 4. år.
De antikke phythiske lege blev afholdt til ære for Apollon to år efter (og to år før) afholdelsen af de olympiske lege mellem de nemeiske lege og de isthmiske lege Traditionen blev grundlagt i det 6. århundrede f.Kr., og legene omfattede konkurrencer inden for musik og poesi, som ikke foregik under de olympiske lege.
Konkurrencerne inden for musik og poesi er ældre end sportskonkurrencerne, og ifølge de mytiske overleveringer går de helt tilbage til Apollon, som de mytiske overleveringer hævder han indledte efter at have besejret Python og i forbindelse med, at han grundlagde Oraklet i Delfi.
Atletikkonkurrencerne var de samme som ved de olympiske lege. Der blev bl.a. afholdt hestevæddeløb med vogne trukket af firspand, forskellige gymnastik- og atletikkonkurrencer m.m.
Vinderen blev hædret med en laurbærkrans og begunstigelser fra sin hjemby. Legene strakte sig over tre måneder, hvorunder der blev opretholdt våbenhvile (Den Hellige Delfi Fred), så deltagere og tilskuere uhindret kunne nå frem til legene.
I år 394 bandlyste Theodosius I., kejser af Rom og Byzans, de pythiske lege med den begrundelse, af de var hedenske.

## De moderne phythiske lege – Delphic Games
I 1994 - 1600 år efter bandlysningen - grundlægges International Delphic Council i Berlin Tyskland på initiativ af J. Christian B. Kirsch med repræsentanter fra 18 nationer fra fem kontinenter. Mødet, der blev afholdt 100 år efter grundlæggelsen af Den Internationale Olympiske Komite, havde til formål at genoplive de pythiske lege som Delfi Legene. Her holdes de første junior delphilege i Tbilisi i Georgien under et formandskab af Georgiens præsident Eduard Shevardnadze, Europarådets generalsekretær Daniel Tarschys og UNESCOs generaldirektør Federico Mayor Zaragoza.
I 2000 afholdtes de første delphilege i moderne tid i Moskva i Rusland under formandskab af Europarådets generalsekretær Walter Schwimmer, med støtte af Ruslands præsident Vladimir Putin og Alexeij II, patriark af Moskva og Rusland.
I 2005 blev de 2. lege i moderne tid afholdt i Kuching på Borneo i Malaysia.
I 2009 blev de 3. lege afholdt i Jeju i Sydkorea.
I 2013 blev de 4. lege afholdt i Athen og ved Delfi i Grækenland.
Den fire år lange perioden mellem to delphilege betegnes delphiade, som de fire år mellem olympiske lege kaldes olympiade.Chronology of Delphi – 6000 years of history (fra de antikke phythiske lege til de moderne Delphic Games